# 오귄 테미즈카놀루
오귄 테미즈카놀루(튀르키예어: Ogün Temizkanoğlu, 1969년 10월 6일, 서독 함 ~ )는 터키의 은퇴한 축구 선수이자, 포지션은 센터백이었다. 그는 지난 UEFA 유로 1996 대회에서 팀의 부주장으로, UEFA 유로 2000 대회에서는 주장으로 출전했었다.

## 경력
- 1991년 지중해 경기 대회 국가대표
- UEFA 유로 1996 국가대표
- UEFA 유로 2000 국가대표

## 수상
- 1991년 지중해 경기 대회 준우승